# ファミリー・一般向けアニメ
ファミリー・一般向けアニメ（ファミリー・いっぱんむけアニメ）は、アニメ制作企業やプロデュース企業が年代や男女を問わず家族全員をターゲットとしているアニメ作品のことである。

## 概要
日本国内の多くのテレビ視聴者において、「アニメ」と聞いて連想する作品はこのジャンルのどれかの作品に当てはまることが多い。
テレビ作品の場合は子供を中心とした家族とそのコミュニケーションをテーマにした作品が多い。よって視聴者層が広く、長寿番組となり、ニュース等の作品紹介や解説において『国民的アニメ』や『長寿アニメ』 として取り上げられやすい。視聴率においてはテレビアニメ作品の中ではトップクラスであり、テレビアニメ視聴率ベスト10以内にランキングされる作品の割合が高く、1960年代中盤に『鉄腕アトム』シリーズ（日本国内向けは1963年 - 1966年・1980年 - 1981年・2003年 - 2004年）の第1作が商業的に成功してから、2000年代後半までは子供向け商品を出している企業はもちろん、それ以外のスポンサーも付きやすいため、テレビアニメとしてはテレビ局や広告代理店にとって比較的利益率が高いのも特徴であった。それゆえにNHKで放送されている『忍たま乱太郎』（1993年 - ）や『おじゃる丸』（1998年 - ）などを除く多くの作品が民放主導で制作され、初回放送も行われている。
しかしながら1990年代後半以降は元教育専門テレビ局出自でアニメ番組に積極的であったテレビ朝日系・テレビ東京系を含めたすべての民放局で、バラエティー番組や報道番組への転換のためにゴールデンタイムから撤退して週末の早朝枠や夕方枠へ枠移動する流れが生じている。その流れが起きた主因として1997年（関東地区）から2020年（全国の主要都市）にかけて視聴率を算出する仕組みが『世帯視聴率』から『個人視聴率』へと変わり、ゴールデンタイムにおいてはテレビアニメと時代劇は視聴率競争で不利になり、番組改編時に削減対象となったことが挙げられる。2010年代以降はその流れが加速し、現在ゴールデンタイムで放送されているアニメ作品はテレビ東京系の『ポケットモンスター』（テレビ版:1997年・1998年 - 映画版:1998年 - ）の最新シリーズの1作品のみである。なお2019年10月改編から2020年9月（同年10月改編）までの約1年間は日本国内の民放が地上波放送テレビ局（独立UHF局を除く）のゴールデンタイムで定期的に放映されているアニメ番組は消滅していた。（詳細後述）
ただし映画やテレビスペシャルなど単発の作品をテレビで放映する場合は従来どおりゴールデンタイムに当たる19時 - 21時台もしくは20時・21時 - 23時台の枠に放送する場合がある（20時・21時 - 23時台は『金曜ロードSHOW!』枠で放映される「スタジオジブリ作品」、「スタジオ地図作品」及び『名探偵コナン』（テレビ版:1996年 - 、映画版:1997年 - ）の映画、『ルパン三世』（テレビ版:1971年 - 、映画版:1978年 - ）の映画や長編シリーズ、『土曜プレミアム』枠で放映される『ONE PIECE』（テレビ版:1999年 - 、映画版:2000年 - ）の映画など）
アニメ映画（アニメーション映画）では1-2年おきに上映される「スタジオジブリ作品」は近年の宮崎駿監督作品 の場合、約150億円から300億円の興行収入を得ており、毎年上映される『ドラえもん』（テレビ版:1973年・1979年 - 2005年・2005年 -・映画版:1980年 - 2004年・2006年 - ）、『名探偵コナン』、『ポケットモンスター』シリーズの映画版（劇場版）は3作品を足して年間100億円以上、更に『クレヨンしんちゃん』（テレビ版:1992年 - 、映画版:1993年 - ）を足すと年間約120億円程度の安定した興行収入があり、邦画業界最大手である東宝の大黒柱であり同社の収益を支えている。また1990年代以降は同社がアニメのみならず、ファミリー向け映画全般に強い企業イメージを形成している。一方でライバルの東映及びその子会社で日本のアニメ業界で最大手である東映アニメーション関係の作品は、『ONE PIECE』が本ジャンルに昇華したものの、それ以外の作品は現状では子供向けアニメに留まるものが多い。

## 作品の特徴
TVアニメ作品の場合は、少年漫画を単純にアニメ化した少年向けアニメもしくは男児向けアニメから発祥した作品を除いて比較的単純な作画であり、それに加えて制作予算が他の全日帯アニメ作品と比べて多いためか作画が崩れることが少ない。ほとんどの作品が比較的早い段階 からハイビジョン制作へと移行している。
原作はギャグ漫画や4コマ漫画から発祥した作品が多く（ただし前述の『ルパン三世』、『名探偵コナン』、『ONE PIECE』はストーリー漫画である）、アニメ化当初はファミリーを狙った作品ではなく、原作本来が持つ毒（ブラックユーモア）がきつかった作品が、長い放映期間の間に毒の部分が徐々に薄れ、丸くなり当たり障りの無い本来の持ち味から乖離した方向へ変わった作品が多い（『サザエさん』・『ドラえもん』・『クレヨンしんちゃん』・『ちびまる子ちゃん』・『少年アシベ』シリーズ・『あたしンち』など）。
また、『ドラえもん』、『名探偵コナン』、『ONE PIECE』、『ドラゴンボール』シリーズなどアニメ化当初は子供向けアニメまたは少年向けアニメとして製作されたものが、長い放映期間の間に視聴対象自体が成長することにより大人にも普遍化した作品が多い。その中で少年誌で連載されながらもアニメ化された当時は既に大人にも知名度があった『こちら葛飾区亀有公園前派出所』（以下『こち亀』）は当初からファミリー向けを狙って制作された。また『Dr.スランプ アラレちゃん』のように原作は少年誌掲載でありながらも、人気が女性や未就学児にまで広がった 作品もある。

## パッケージ販売
DVDやVHSビデオなどの映像商品化はエピソード数が膨大な作品が多いため、レンタル店の在庫の負担を減らすなどの為に傑作選という形で選り抜きされる場合が多く、完全にはなされていないケースが多い（『ドラえもん』（第1期・1787話、第2期・600話以上）など）。レンタルのみで一般販売されない作品もある。『サザエさん』のみ現在一度も映像ソフト化がされていない。
それでも『名探偵コナン』・『ポケットモンスター』・『ルパン三世』など1話完結ではないストーリーアニメであり、ファンが多く存在する作品は完全収録されている。また1話完結型の『こち亀』も大部分がソフト化されているが、スペシャル番組などで放送された、芸能人がゲストで多数出演するエピソードが権利関係の都合でカットされており、これは『ちびまる子ちゃん』や『クレヨンしんちゃん』でも同様に扱われている。

## 現状
アニメ番組の中では本ジャンルに該当する作品が最後までゴールデンタイムを維持していたが、多くの作品の視聴者はあくまで子供と40代以下の若年者が主体であることから、1990年代後半以降は「子供向けアニメ」と同様に平成の長期不況、少子高齢化、娯楽の多様化によるテレビ離れ、子供の19時台の在宅率の低下、そしてテレビ放送の多チャンネル化や深夜アニメ登場の波を受けたアニメ番組の嗜好の細分化が進行し、その流れを受けてゴールデンタイムから外れている『サザエさん』 と『ちびまる子ちゃん』も含め、視聴率低下 やスポンサー離れが生じ、より高い視聴率が見込めるバラエティ番組・報道番組枠などへの転換の為に、地上波民放全国ネット（独立局を除く）のゴールデンタイムから別時間への枠移動（事実上の格下げ）もしくは打ち切り の形で次々と撤退する流れが起きている。
2022年8月現在、地上波民放全国ネット（独立局を除く）で唯一ゴールデンタイム枠を維持しているのがテレビ東京系の『ポケットモンスター』シリーズである。本作は1998年4月から2018年9月までテレビ東京系木曜日19時からの30分枠で放映され、2018年10月の改編で『ちびまる子ちゃん』の裏番組となる日曜18時枠に枠移動したが、2020年10月の改編で再び枠移動を行って金曜19時枠（18時55分開始）のゴールデンタイムに返り咲き、『ちびまる子ちゃん』との競合も解消された。
テレビ東京系以外で最後までゴールデンタイム枠を維持していたのが、テレビ朝日系金曜日19時台の『ドラえもん』・『クレヨンしんちゃん』であったが、2019年10月の改編で、「現代の子どものタイムスケジュールに合致した土曜夕方の時間帯へ枠移動する」という名目で撤退した。
2000年代はゴールデンタイムの番組で他局の報道番組やバラエティー番組などとの競争が激化した時においては打ち切りや当時、別時間への枠移動を考慮する基準であった8 - 10%台を割る番組 が目立っており、視聴率の算定対策で少しでも有利にするために2番組を1つの番組として放映する作戦も見られ、2004年春にフジテレビ系の『こち亀』と『ONE PIECE』を合わせた「アニメ7」と、2005年春から2009年春にかけては日本テレビ・読売テレビ系の『ブラック・ジャック』（2004 - 2006年）→『ブラック・ジャック21』（2006年）→『結界師』（2006年 - 2008年）→『ヤッターマン (2008年版)』（2008 - 2009年）と『名探偵コナン』を合わせた「アニメ☆7」がそれに該当していた。しかしどちらも自局や他局のニュース番組やバラエティー番組に比べて視聴率の低下を抑えることができず、後番組はバラエティー番組へ転換する形で枠移動もしくは放映終了という形に終わった。その後「アニメ7」は2004年末の終了と同時に『こち亀』は2005年からは特番扱いの不定期放送となり、『ONE PIECE』は「アニメ7」終了から『こち亀』を放送していた枠での単独放映になり、2006年秋から日曜朝へ枠移動した。この枠移動によって30年以上前 から続いたゴールデンタイムのアニメ枠がバラエティー枠に変更する形で消滅した。また「アニメ☆7」も2009年春の終了と同時に『ヤッターマン (2008年版)』は日曜朝へ枠移動し同年秋に終了、『名探偵コナン』も土曜夕方へ枠移動した。
『ドラえもん』・『クレヨンしんちゃん』でも週毎に一方の作品だけを1時間丸ごと放映する形式にしたところ、レギュラー放送時（30分枠）と比べて視聴率が伸びる傾向にあったため、一時はスペシャルを行う頻度が高くなっていたが、「アニメ7」・「アニメ☆7」と同様に抜本的な対策にならなかった。
このように地上波においては衰退気味であるが、BS・CS放送の『キッズステーション』、『アニマックス』といったアニメ専門放送局及び『テレ朝チャンネル』、『ファミリー劇場』といったファミリー向け放送局や、パソコン・スマートフォン向けのインターネットテレビである『AbemaTV』（テレビ朝日の子会社）などで、『サザエさん』を除く多くの作品がゴールデン帯や休日の昼間などに過去に地上波で放送された分を再放映もしくは権利を買い取って放映されている。

### 日本国外での評価
これらのアニメや原作漫画は日本と比較的文化が近い韓国・中国・台湾などの東アジアやタイなどの東南アジアの国々で多くの作品が支持されており、人気を反映するかのように多くの海賊版が出回っている。中国では『クレヨンしんちゃん』のように中国企業が先に商標を取得して、長期にわたって海賊版のほうが中国においては合法商品になってしまったケースもある。
しかし文化・習慣・宗教が大きく違い、特に子供の育児に対する考え方も日本と異なる欧米はもちろん、アジアの国々でも一部の作品が青少年に有害とみなされて放映が制限されているケースがある。例えば『クレヨンしんちゃん』はアメリカ合衆国など放送禁止の国が多く、放送されている国でも大人のアニメとしてR指定のレイティングが行われたり、お下劣とされているシーンにモザイク処理が行われている場合もある。またアメリカ合衆国では『クレヨンしんちゃん』のみならず日本の小学生に人気が高い『ドラえもん』や『名探偵コナン』も一部の有識者からは青少年に有害な番組と見なされ、作品の性質上殺人・暴力などのシーンが入っている『名探偵コナン』は現地の放送局では大人向けアニメ扱いで放映は深夜である。PG指定のレイティングが行われていて子供の視聴に対しては親の同席が求められている。『ドラえもん』もジャイアンがのび太を殴るシーンなどが有害とされ、現地在住の邦人向け日本語版を除いて 未放映であったが、2014年夏からウォルト・ディズニー・カンパニーが配給し、アメリカ人の嗜好に合わせた形で、キャラクターの設定や脚本の一部を手直しして放送されている。また『サザエさん』は世界一放送が長いアニメとしてギネスブックにも掲載されているのにもかかわらず、海外向けの輸出がなされていないため、完全に日本ローカルの作品となっている。